# Echimys chrysurus
Echimys chrysurus é uma espécie de roedor da família Echimyidae.
Pode ser encontrada na Guiana, Suriname, Guiana Francesa e norte do Brasil.